# 三尾裕子
三尾 裕子（みお ゆうこ、1960年3月 - ）は、日本の文化人類学者。学位は、博士（学術）。慶應義塾大学文学部教授。
専門地域は東アジアで、台湾、ベトナム、中国大陸の中国系（華人系）住民のフィールドワークに従事。

## 学歴
- 1982年3月 - 東京大学教養学部教養学科第一文化人類学分科卒業
- 1984年3月 - 東京大学大学院社会学研究科文化人類学専攻修士課程修了
- 1986年9月 - 東京大学大学院社会学研究科文化人類学専攻博士課程中退
- 2004年10月 - 博士（学術）の学位を取得

## 職歴
- 1986年10月 - 東京大学教養学部助手
- 1990年2月 - 東京外国語大学アジア・アフリカ言語文化研究所助手
- 1994年4月 - 東京外国語大学アジア・アフリカ言語文化研究所助教授
- 2007年4月 - 東京外国語大学アジア・アフリカ言語文化研究所教授
- 2013年4月 - 東京外国語大学アジア・アフリカ言語文化研究所所長
- 2015年4月 - 慶應義塾大学文学部教授
- 2015年4月 - 慶應義塾大学東アジア研究所副所長

## 著書
- 『帝国日本の記憶　台湾・旧南洋群島における外来政権の重層化と脱植民地化』（遠藤央・植野弘子と共編著）慶應義塾大学出版会、2016年
- 『台湾語中級』（三尾裕子監修、林虹瑛著）東京外国語大学アジア・アフリカ言語文化研究所、2014年
- 『台湾語入門』『台湾語研修テキスト語彙集』（三尾裕子編　陳麗君・蔡承維・林虹瑛・三尾裕子著）東京外国語大学アジア・アフリカ言語文化研究所、2012年
- 『グローバリゼーションズ－人類学・歴史学・地域研究の現場から』（床呂郁哉と共編著）弘文堂、2012年
- 『台湾における〈植民地〉経験　日本認識の生成・変容・断絶』（植野弘子と共編著）風響社、2011年
- 『人類の歴史・地球の現在－文化人類学へのいざない－』（本多俊和・棚橋訓と共編著）放送大学教育振興会、2007年
- Cultural Encounters between People of Chinese Origin and Local People: Case Studies from the Philippines and Vietnam ?Proceedings of International　Workshop, (Mio Yuko ed.) ILCAA.　2007年
- 『戦後台湾における〈日本〉　植民地経験の連続・変貌・利用』（五十嵐真子と共編著）風響社、2006年
- 『民俗文化の再生と創造－東アジア沿海地域の人類学的研究』（三尾裕子編著）風響社、2005年
- 『小川尚義　浅井恵倫　台湾資料研究』（豊島正之と共編著）東京外国語大学アジア・アフリカ言語文化研究所、2005年
- 『東アジアにおける文化の多中心性』（本田洋と共編著）風響社、2001年
- 『台湾民間信仰研究文献目録』（林美容と共編著）風響社、1998年
- 「民間信仰の「空間」と「神―人関係」の再構築 ―台湾漢人社会の事例から」西井凉子 編『社会空間の人類学 マテリアリティ・主体・モダニティ』 世界思想社、2006年
- 「中国系移民の僑居化と土着化 －ベトナム　ホイアンの事例から」 宇田川妙子・本田洋・中村淳 編『東アジアからの人類学　国家・開発・市民』風響社、2006年
- 「中国民間信仰のダイナミズム－道教との関係」三尾裕子編『民俗文化の再生と創造－東アジア沿海地域の人類学的研究』pp.213-241. 風響社、2005年
- 「祀る」 関一敏、大塚和夫編 『宗教人類学入門』 pp.136-148 弘文堂、2004年